# Lophoptera quadrinotata
Lophoptera quadrinotata là một loài bướm đêm trong họ Noctuidae.